# الوليد بن عبد الملك
أبُو العَبَّاس الوَليد الأوَّل بن عَبد المَلَك بن مُروان بن الحَكَم بن أبي العاص الأُمَويُّ القُرَشيُّ (50 - 96 هـ / 668 - 715 م) سادس خلفاء الدولة الأموية. ولد في المدينة المنورة وتولى الخلافة بعد وفاة والده عبد الملك بن مروان عام 86 هـ، واستمرت خلافته عشر سنوات حتى وفاته عام 96 هـ. بويع بعهد من أبيه، وكان مترفا، دميما، سائل الأنف، طويلا أسمرا، في وجهه أثر جدري، في عنفقته شيب، يتبختر في مشيه، نهمته في البناء.
أنشأ الجامع الأموي في دمشق والمسجد النبوي في المدينة وزخرفه، ورزق في دولته سعادة.
فتح الأندلس، وبلاد الترك، وكان لحنة، وحرص على النحو أشهرا، فما نفع. وغزا الروم مرات في دولة أبيه وحج.
وقيل: كان يختم في كل ثلاث، وختم في رمضان سبع عشرة ختمة، وكان يقول: لولا أن الله ذكر قوم لوط ما شعرت أن أحدا يفعل ذلك.
قال ابن أبي عبلة:
وقيل: إنه قرأ على المنبر «يا ليتها» بالضم. وكان فيه عسف وجبروت، وقيام بأمر الخلافة، وقد فرض للفقهاء والأيتام والزمنى والضعفاء، وضبط الأمور، فالله يسامحه.
وقد ساق ابن عساكر أخباره. مات في جمادى الآخرة سنة ست وتسعين وله إحدى وخمسون سنة،
وكان في الخلافة عشر سنين سوى أربعة أشهر، وقبره في باب الصغير.
قام بعده أخوه سليمان بعهد له من أبيهما عبد الملك. وقد كان عزم على خلع سليمان من ولاية العهد لولده عبد العزيز، فامتنع عليه عمر بن عبد العزيز وقال: لسليمان بيعة في أعناقنا.
وله ترجمة طويلة في تاريخ دمشق، وغير ذلك.
يلقب عصر الوليد الأول العصر الذهبي للدولة الأموية التي كانت في قمة ازدهارها. وجه القادة من دمشق لفتح البلاد في مختلف الاتجاهات حيث وصل الإسلام إلى الصين شرقا وإلى الأندلس (إسبانيا) غربا، وكان من رجاله محمد بن القاسم الذي فتح بلاد السند وقتيبة بن مسلم والي خراسان الذي فتح بلاد ما وراء النهر وموسى بن نصير الذي انضم إلى طارق بن زياد في فتح غرب أفريقية والأندلس. امتدت في زمنه حدود الدولة الإسلامية من المغرب الأقصى وإسبانيا غربا إلى بلاد الهند وتركستان فأطراف الصين شرقا في وسط آسيا لتكون بذلك الدولة الأموية أكبر إمبراطورية إسلامية عرفها التاريخ.

## نسبه
- هو: أبو العباس الوليد بن عبد الملك بن مروان بن الحكم بن أبي العاص بن أمية بن عبد شمس بن عبد مناف بن قصي بن كلاب بن مرة بن كعب بن لؤي بن غالب بن فهر بن مالك بن النضر بن كنانة بن خزيمة بن مدركة بن إلياس بن مضر بن نزار بن معد بن عدنان.[3]
- أمه: ولادة بنت العباس بن حزن بن الحارث بن زهير بن جذيمة بن رواحة بن ربيعة بن مازن بن الحارث بن قطيعة بن عبس بن بغيض بن ريث بن غطفان بن سعد بن قيس عيلان بن مضر بن نزار بن معد بن عدنان.[4]

## توليه الخلافة
بويع الوليد بن عبد الملك بولاية العهد أيام أبيه عبد الملك بن مروان، ثم أخذت له البيعة بالخلافة بعد وفاة والده سنة 86 هـ\705م. ترك الخليفة عبد الملك بن مروان لابنه الوليد دولة مستقرة موحدة بعد أن بذل جهدا كبيرا في توحيدها واستقرارها، فكانت أيامه حافلة بالمنجزات في تاريخ الدولة الأموية، لما تم في عهده من إصلاحات داخلية عظيمة وفتوحات إسلامية موفقة.

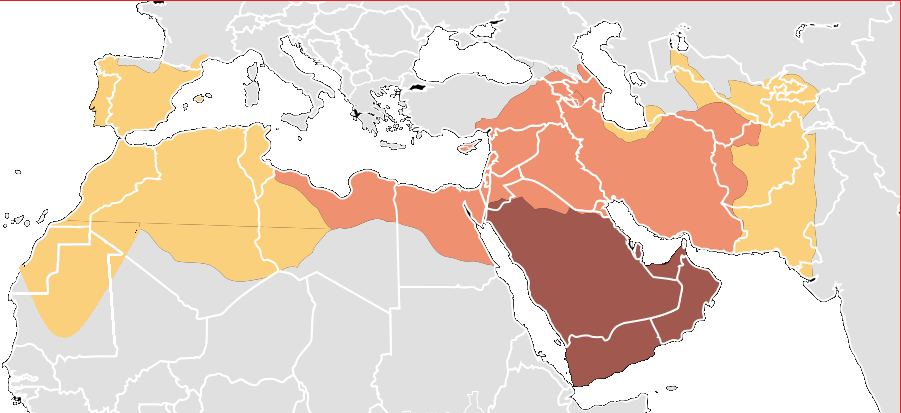
الخلافة الإسلامية في قمة توسعها.
توسع الدولة الإسلامية في عهد الرسول محمد, 622 - 632
توسع الدولة الإسلامية في عهد الخلفاء الراشدين, 632 - 661
توسع الدولة الإسلامية في عهد الخلفاء الأمويين, 661 - 750

لما رجع الوليد من دفن أبيه خارج باب الجابية الصغير، لم يدخل المنزل حتى صعد منبر المسجد الأعظم بدمشق فخطب الناس فكان مما قال: إنا لله وإنا إليه راجعون، والله المستعان على مصيبتنا في أمير المؤمنين، والحمد لله على ما أنعم علينا من الخلافة، قوموا فبايعوا. فكان أول من قام إليه الشاعر عبد الله بن همام السلولي وهو يقول:
ثم بايعه وبايع الناس بعده. بينما قال المؤرخ الواقدي أنه حمد الله وأثنى عليه ثم قال: أيها الناس إنه لا مقدم لما أخر الله، ولا مؤخر لما قدم الله، وقد كان من قضاء الله وسابقته ما كتبه على أنبيائه وحملة عرشه وملائكته الموت، وقد صار إلى منازل الأبرار بما لاقاه في هذه الأمة من الشدة على المريب واللين لأهل الحق والفضل وإقامة ما أقام الله من منار الإسلام وإعلائه من حج هذا البيت وغزو هذه الثغور وشن هذه الغارات على أعداء الله عز وجل فلم يكن عاجزاً ولا مفرطاً، أيها الناس عليكم بالطاعة ولزوم الجماعة فإن الشيطان مع الواحد، أيها الناس من أبدى لنا ذات نفسه ضربنا الذي فيه عيناه، ومن سكت مات بدائه.
ثم نزل فنظر ما كان من دواب الخلافة فحازها. وكان جباراً عنيداً.

## الفتوحات

### فتح بلاد ما وراء النهر
تقع هذه البلاد حاليًا في جنوب روسيا وفي كازاخستان وتمتد شرقا في أواسط قارة آسيا وكانت تسكنها في هذا الوقت قبائل تركية وثنية، قاد قتيبة بن مسلم الجيش والذي كان والي خراسان فاستولى على «مرو» ومن ثم واصل زحفه إلى «خوارزم» واستولى بعد ذلك على «بخارى» و«سمرقند» وواصل زحفه حتى وصل أطراف الصين، اعتنق أغلب هذه البلاد الإسلام وظهر منهم العديد من العلماء فيما بعد مثل ابن سينا والخوارزمي والفارابي والبخاري.
في بداية الفتوحات لبلاد ما وراء النهر، شرع المسلمون منذ عهد الخليفة الراشد عثمان بن عفان في هذا الإقليم، فأرسلوا إليه عدة غزوات لم تؤدِّ إلى نتيجة ما، وكان مقسمًا إلى عدة وحدات سياسية، مثل: سمرقند، بخارى وعلى رأس كل منهما ملك من الترك، هم أشبه بمشايخ قبائل يحارب بعضهم بعضًا مما نفع المسلمين في غزوهِم، ثم فتح هذا الإقليم على يد قتيبة بن مسلم الباهلي، وكان الحجاج قد ولاه خراسان زمن الوليد بن عبد الملك، الذي أهتم بشكل كبير في الفتوحات والتوسع الإسلامي.
خرج قتيبة أولا إلى بلخ، واحتلها سنة 86 هـ ثم غزا بيكند سنة 87 هـ ولكن أهلها انتهزوا فرصة غيابه في أقليم الصغد وغدروا بعامله وقتلوه، فاضطر إلى الرجوع إليهم وهزمهم، وغنم منهم مغانم كثيرة بعد أن فتح المدينة عنوة، وفي سنة 88 هـ واصل فتوحاته؛ فكان النصر حليفه في بلاد كرمينية. وكرمينية بلدة من نواحي الصغد بين سمرقند وبخارى.
في سنة 89 هـ استولى على بخارى بعد عناء شديد واستخدم في جيشه كثيرًا من أهلها، وفي سنة 93 هـ استولى على خوارزم، ثم فتح سمرقند بعد قتال شديد، وبفتحها وطَّد مركزه في بلاد ما وراء النهر، وقرر مد حدود الدولة العربية في أواسط آسيا، وعبر نهر جيحون حيث التقى بجيشٍ مؤلف من عشرين ألف مقاتل من بخارى وخوارزم وغيرهم، وفي العام التالي سار إلى فرغانة، وهو الإقليم المتاخم لبلاد تركستان، ومنها تابع السير حتى وصل خجندة على نهر سيحون، ولقي مقاومة، ولكنه انتصر انتصارًا باهرًا.
في سنة 95 هـ استولى على خوقند وكاشغر ولم يكتفِ قتيبة بما أحرزه من انتصارات، وبما فتحه من بلاد ما وراء النهر بل مضى قدمًا يتابع فتوحاته، وبينما هو في الطريق جاءه خبر وفاة الخليفة الوليد بن عبد الملك، فلم يثنه ذلك عن مواصلة الغزو، بل ظل في سيره حتى قرب من حدود الصين؛ وأرسل إلى ملكها وفدًا يعرض عليه شروط التسليم، وبعد مفاوضات طويلة اضطر ملك الصين إلى أن يدفع الجزية.
وهكذا أصبح هذا الإقليم كله تحت سلطان الدولة الأموية، وسلك العرب في معاملة أهل هذا الإقليم نفس السبيل التي سلكوها في الأقاليم الأخرى التي فتحوها؛ فشجعوا أهله على اعتناق الإسلام حتى اعتنقه كثير من الترك.

### فتح بلاد السند

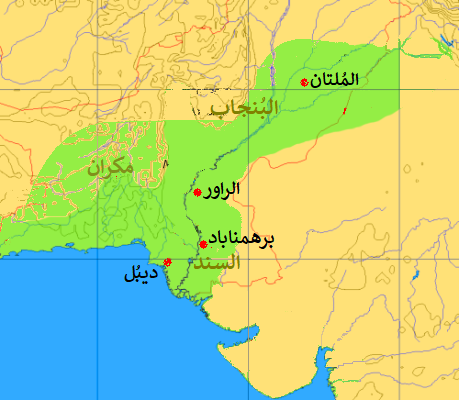
أقصى ما وصل إليه محمد بن القاسم من الفتوحات شمال غرب الهند

تقع هذه البلاد في شمال غرب الهند (ضمن دولة باكستان وأفغانستان) وكان أهلها وثنيين واشتهروا بالأوثان المصنوعة من النحاس، قاد الجيش محمد بن القاسم الثقفي الذي اشتهر بالشجاعة والذكاء فاستولى على غزنة وواصل زحفه حتى نهر السند الذي كان يفصل بلاد السند عن بلاد الهند.
سبق الفتح المنظم لبلاد «السند» سلسلة من الحملات والغزوات قام بها المسلمون، لمعرفة طبيعة البلاد وجمع المعلومات عنها. وكانت البداية مبكرة في عهدة الخليفة عمر بن الخطاب، وتتابعت الغزوات بعده في خلافة عثمان بن عفان وعلي بن أبي طالب ومعاوية بن أبي سفيان، وحقق المسلمون فيها انتصارات عديدة، إلى أن جاء عهد الوليد بن عبد الملك، فجاء عهد الفتح المنظم لهذه البلاد.
بعد أن استقام الأمر لوالي العراق والمشرق الحجاج بن يوسف الثقفي في جنوبي بلاد فارس، وتوطدت أقدام المسلمين هناك، وقضى على تمرد الملك «رتبيل» ملك سجستان، وأخضع بلاده، بدأ يعد العدة لفتح إقليم السند نهائيا، فوكل الحجاج بن يوسف هذه المهمة لأبن أخيه وصهره «محمد بن القاسم الثقفي»، والذي عرف بفاتح السند.
كان محمد بن القاسم الثقفي واليا على فارس في سن السابعة والعشرين من عمره، وجهز الحجاج بما يكفل له النجاح من عدة وعتاد، وأمده بستة آلاف جندي من أهل الشام، إضافة إلى ما كان معه من الجنود، فاجتمع تحت قيادته نحو عشرين ألفا في تقدير بعض المؤرخين، وأنفق الحجاج على الجيش ستين ألف درهم.
سار محمد بن القاسم بجنده من شيراز إلى مكران، وأقام بها أيامًا، واتخذ منها قاعدة للفتح ونقطة انطلاق، ثم فتح قنزابور، ثم أرمائيل. ثم تقدم لفتح الديبل، وتقع الآن قريبة من كراتشي في باكستان اليوم، وجعل عتادة في سفن أرسلها بالبحر من أرمائيل، وحاصر مدينة الديبل، ونصب عليها المنجنيق، وفتحها بعد قتال عنيف دام ثلاثة أيام، وهدم الصنم الكبير بها، ثم حولها إلى مدينة إسلامية، وأزال منها كل آثار البوذية، وبنى بها المساجد وأسكن فيها أربعة آلاف مسلم.
كان لفتح المسلمين مدينة الديبل، أثر كبير على أهل السند، فسارعوا يطلبون الصلح، فصالحهم محمد بن القاسم ورفق بهم، ثم سار إلى مدينة البيرون، وهي مدينة حيدر آباد اليوم، فصالح أهلها، وجعل لا يمر بمدينة إلا فتحها صلحا أو عنوة، حتى بلغ نهر مهران، فعبر النهر، وفاجأ داهر ملك السند، والتقى معه في معركة حامية سنة 93هـ قتل فيها الملك، وانقض جمعه. وبمقتله استسلمت بقية بلاد السند، وأصبحت جزءا من بلاد الإسلام والدولة الأموية.
مضى محمد بن القاسم يستكمل فتحه، فاستولى على مدن وحصون كثيرة إلى أن اجتاز نهر بياس واقتحم مدينة الملتان في إقليم البنجاب، في جيش عداده خمسون ألفا من الجنود والفرسان، عشرهم فقط من الجيش الأصلي الفاتح، ومعظمهم ممن انضم إلى المسلمين بعد نجاحهم في المعارك السابقة، فاستولى على المدينة بعد قتال عنيف، وقضى على كل التماثيل والمعابد البوذية هناك، وغنم مغانم كثيرة من الذهب والفضة، ولهذا سميت الملتان «بيت أو ثغر الذهب».
اتبع ابن القاسم في هذه المدينة ما اتبعه في المدن الأخرى التي فتحها، من حيث التنظيمات المالية والإدارية والعسكرية، فعين الحكام على كورها المختلفة، وترك بها حامية من الجنود، وأخذ العهود والمواثيق على أعيان المدينة بأن يعملوا على استقرار الأمن. في أثناء وجود محمد بن القاسم في الملتان، جاءه خبر وفاة الحجاج بن يوسف، فاغتم لذلك، لكنه واصل فتوحاته حتى أتم فتح بلاد السند، وجاءته قبائل الزط والميد -المعروفين بقطع الطرق البرية والبحرية- مرحبين به، وتعهدوا له بالطاعة والعمل على سلامة الطرق في البر والبحر. ثم انتهت أعمال ابن القاسم الحربية بإخضاع إقليم الكيرج على الحدود السندية الهندية وهزيمة ملكه دوهر" ومقتله؛ ودخول أهله في طاعة المسلمين.

### التوسع في بلاد المغرب

رسم تخيلي لموسى بن نصير، أحد أبرز القادة في عهد الوليد بن عبد الملك

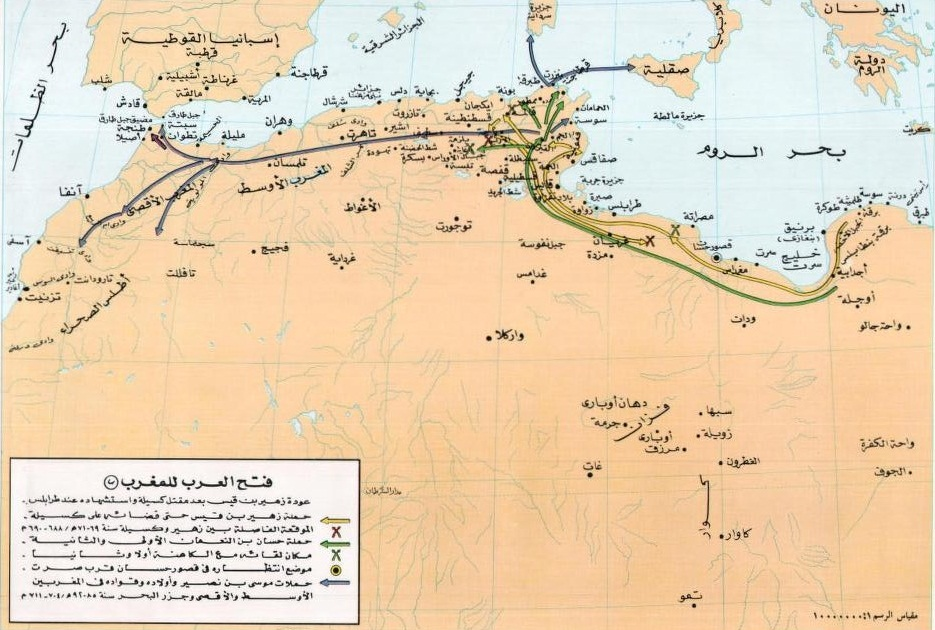
خريطة تُبيِّنُ المراحل الأخيرة من فتح المغرب في ولاية مُوسى بن نُصير.

تقع هذه البلاد حاليا بين ليبيا وموريتانيا وكان أهلها بربر وثنيين، قاد الجيش موسى بن نصير ومعه القائد طارق بن زياد فاستولوا على طنجة ومن ثم إلى سبتة حتى وصلوا إلى شاطئ المحيط الأطلسي.[بحاجة لمصدر]
بعد أن تولى موسى بن نصير ولاية إفريقية، سنة 78هـ، في أواخر خلافة عبد الملك بن مروان بدأ ولايته بإرسال البُعوث لقتال وإخضاع ما تبقَّى من المُتمردين البربر حول القيروان (واللافت أنَّهُ انتهج نهجًا قاسيًا مع المُتمردين للانتهاء من فتح هذا الإقليم الذي طال كثيرًا)، فبعث 500 فارس لقتال البربر بِنواحي قلعة غزوان القريبة من القيروان فهزموا البربر، ثم وجَّه ابنه عبد الله ففتح بعض نواحي إفريقية، كما وجَّه ابنه مروان ففتح نواحي أُخرى في إفريقية. وفي سنة 83هـ، فتح مُوسى بن نُصير ناحية سجومة في أرض الزَّاب، فقتل زُعماءها وأمر بني عقبة بن نافع عياض وعُثمان وأبا عُبيدة بالثأر لأبيهم، فقتلوا من أهل سجومة 600 رجل. ثم غزا مُوسى بن نُصير قبائل هوارة وزناتة وكتامة، فهزمهم وأسر منهم خمسة آلاف رجل.
وفي سنة 85هـ، غزا مُوسى المغرب الأقصى، فهزم البربر، وطاردهم غربًا وسبى منهم الكثير، حتى بلغ السوس الأدنى، ثم تقدم إلى سبتة، فصالحه حاكمها يُليان على أداء الجزية. كما غزا طنجة وفتح درعة وصحراء تافيلالت، وبعث ابنه إلى السوس، فصالحه المصامدة، فأنزلهم بطنجة سنة 88هـ، فجعل عليهم مولاه طارق بن زياد واليًا على طنجة وما حولها في 17 ألف من العرب و12 ألف من البربر، وأمر العرب أن يعلموا البربر القُرآن وأن يُفقهوهم في الدين، ثُمَّ عاد إلى إفريقية.

### غزو جزر بحر الروم
ولم تقتصر غزوات مُوسى بن نُصير على المناطق البريَّة في المغرب، وإنَّما قام بِنشاطٍ بحريٍّ استهدف الجُزر القريبة من شاطئ المغرب لم يكن هدفها الاستقرار بِقدر ما كانت حملات استطلاعيَّة والحُصول على المغانم والأسلاب. نتج عن هذه الحملات شلُّ حركة الأساطيل البيزنطيَّة في البحر المُتوسِّط التي كانت تُشكِّلُ خطرًا مُباشرًا، وتهديدًا مُستمرًا لِوُجود المُسلمين في إفريقية. غزا مُوسى في سنة 86هـ المُوافقة لِسنة 705م جزيرة صقلية، وغنم غنائم كثيرة. كما غزا قائده عيَّاش بن أخيل مدينة سرقوسة في الجزيرة، وغزا عبد الله بن مُرَّة جزيرة سردانية. استقرَّ الحُكم الإسلامي في المغرب بعد سنواتٍ طوالٍ من الحُروب وانتهى أغلب الأفارقة والبربر والسودان من أهل المغرب إلى قُبول الإسلام واعتناقه، وامتزجوا مع العرب الوافدين تدريجيًّا ليُشكلوا معًا خليطًا بشريًّا جديدًا في تلك البلاد.

## اهتمامه بشؤون الدولة
أمن طرق الدولة في مختلف الاتجاهات من دمشق إلى الحجاز وإلى أفريقية وإلى كافة الاتجاهات كما حفر الآبار على طول هذه الطرق، ووظف من يعنى بهذه الآبار ويمد الناس بمياهها. أول من أقام المستشفيات في الإسلام وحجز المجذومين وأجرى لهم الأرزاق، وأعطى لكل أعمى قائدًا ولكل مقعدًا خادما، يتقاضون نفقاتهم من بيت المال في دمشق، وتعهد الأيتام وكفلهم ورتب المؤدبين، وأقام بيوتا ومنازل لإقامة الغرباء.

## آثاره العمرانية

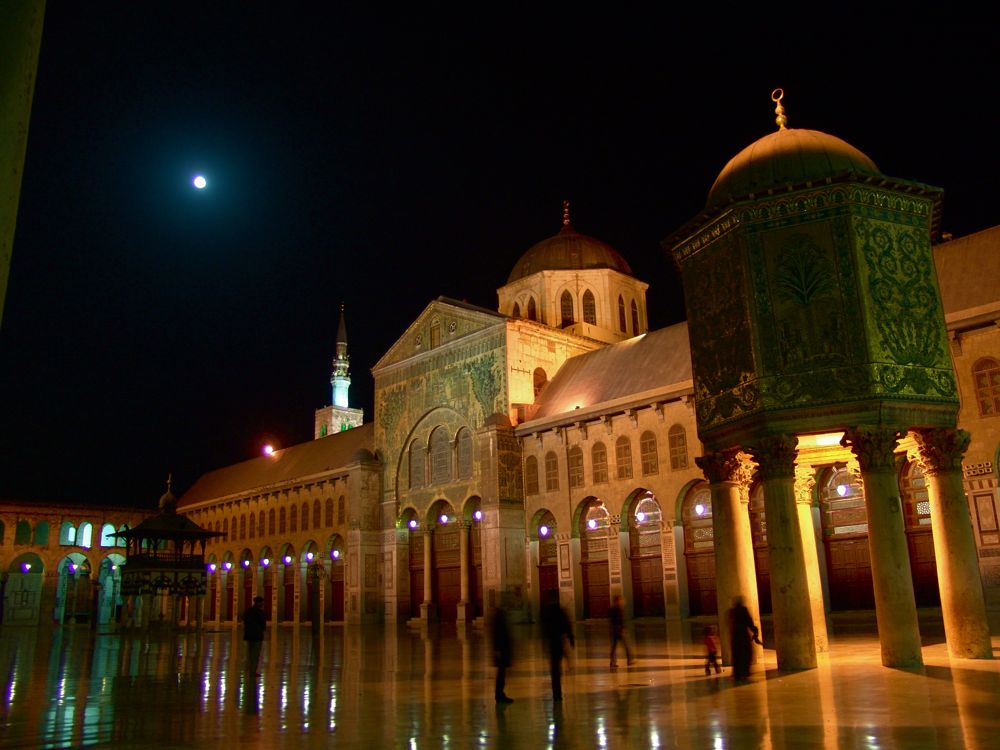
واجهة الجامع الأموي الذي أمر الوليد بن عبد الملك بتشييده في دمشق

اهتم بالعمران في مدن الدولة الأموية وفي عاصمتها دمشق وأنشأ الطرق بخاصة الطرق المؤدية إلى الحجاز والجزيرة واهتم بالعمران وبيوت الرعاية ومن آثار الوليد الخالدة في العمارة الجامع الأموي بدمشق وكان يعد من عجائب الدنيا، ولا يزال حتى اليوم ناطقا بعظمة الوليد ويعد من معالم الإسلام الخالدة عبر العصور ومن آثاره عمارة المسجد النبوي والمسجد الأقصى الذي بدأ به أبوه، للوليد الكثير من المحاسن في العدل وتوحيد المسلمين وبناء الدولة بكل عظمتها.
في عهد الوليد بن عبد الملك تم لأول مرة نقل أساطين الرخام (أعمدة الرخام) من مصر والشام إلى مكة على العجل، وزاد في مساحة المسجد الحرام من الجهة الشرقية رواقًا دائرًا على حافتـه، وقد بلغت هذه التوسعة نحو 2300 متر مربع، وكان الوليد بن عبد الملك هو أول من آزر المسجد بالرخام من داخله، كما أهدى إلى الكعبة المشرفة هلالين وسريرا من ذهب.
الوليد بن عبد الملك -الخليفة الأموي - هو أول من أنشأ المستشفيات في الإسلام. فقد أقام مستشفى للمجذومين والعميان في دمشق (88 هـ / 707 م) على نفقة بيت المال وجعل حق العلاج فيه لكل مريض فقيرا كان أو غنيا، مسلما كان أو ذميآ وقدم المعونة والمساعدة للمحتاج واقام دور الرعاية وجعل لذلك موظفين... وشاع بناء المستشفيات في العصر الأموي حتى أصبح في الكثير من المدن الإسلامية. ولم يكن المغرب الإسلامي اقل اهتماما من المشرق ببناء المستشفيات، إذ كان في قرطبة أيام الدولة الأموية 50 مستشفى.

## وفاته
توفي الوليد بن عبد الملك في نصف جمادى الآخرة من عام 715م/96 هـ بمنطقة دير مروان بغوطة دمشق ودفن في دمشق وكان عمره 48 سنة ومدة حكمه عشر سنوات وبضعة أشهر.
وكان الذي صلى عليه عمر بن عبد العزيز لأن أخاه سليمان كان بالقدس، وهو الذي أنزله إلى قبره وقال حين أنزله: لننزلنه غير موسد ولا ممهد، قد خلفت الأسلاب وفارقت الأحباب، وسكنت التراب، وواجهت الحساب فقيرا إلى ما قدمت غنيا عما أخرت.
- ورثاه جرير فقال:

- قال عمر بن عبد العزيز: لما ألحدت الوليد ارتكض في أكفانه، وغلت يداه إلى عنقه نسأل الله العفو والعافية في الدنيا والآخرة.[19]
- عندما دلي الوليد في قبره جمعت ركبتاه إلى عنقه، فقال ابنه: أعاش أبي؟ فقال له عمر بن عبد العزيز - وكان فيمن دفنه - : عوجل والله أبوك!! [20]

## أهم أعماله
- تعهد الأيتام وكفلهم، وخصص للمكفوفين من يقودهم، ورتب لهم جميعا الرواتب المنتظمة.
- وضع المجذومين جميعا في بيت خاص يرعاهم فيه طبيب خاص.
- أعطى كل مُقعَد خادمًا يهتم به وأجرَى لهم الأرزاق.
- شجع العلم والعلماء، وحفظة القرآن الكريم.
- أنشأ الطرق وحفر الآبار على طول الطرق العامة.
- اهتم بالعمران فبنى المسجد الأموي بدمشق، ووسع المسجد النبوي بالمدينة المنورة، وأعاد بناء المسجد الأقصى، وبُني في عهده العديد من القصور الفخمة مثل قصر عمره.

## أبرز الولاة في عهده
- الحجاج بن يوسف الثقفي في العراق.
- قتيبة بن مسلم الباهلي في خراسان.
- محمد بن القاسم الثقفي في السند.
- موسى بن نصير في افريقية والاندلس.
- عبد الله بن عبد الملك، قرة بن شريك العبسي في مصر.
- عمر بن عبد العزيز، عثمان بن حيان في المدينة.
- خالد بن عبد الله القسري في مكة.[21]

## عائلته

### زوجاته
- أم البنين بنت عبد العزيز.
- أمرأة من بني فزارة.
- شاهفريد بنت كسرى بن فيروز بن يزدجرد.[22]

### أولاده
كان له من الأولاد 19 ابناً من الذكور:
- يزيد، خليفة، أُمّه شاهفريد بنت كسرى بن فيروز بن يزدجرد.
- إبراهيم، خليفة أيضًا، أُمّه شاهفريد بنت كسرى بن فيروز بن يزدجرد.
- عبد العزيز، أنجب ولدين هُما عبد الملك وعتيق، وعتيق هذا كان مُرشحاً للخلافة ولكنه قُتِل على يد عبد الله بن علي العباسي الذي قُتِل لاحقاً على يد ابن أخيه الخليفة أبو جعفر المنصور.
- عبد الرحمن.
- محمّد.
- العباس، فارس بني أمية، غزا مع عمه مسلمة بن عبد الملك في غزو القسطنطينية، وكان مع عمه مسلمة لقتال وأخمد فتنة يزيد بن المهلب، أنجب أكثر من 30 ابناً من الذكور منهم؛ نصر بن العباس والمؤمّل بن العباس الذي يقال له ابن الخلائف الأربعة أمه الفجاءة بنت قطري بن الفجاءة أمير الخوارج الحارث بن العباس.
- المبارك بن الوليد بن عبد الملك بن مروان بن الحكم.
- عمر بن الوليد بن عبد الملك بن مروان بن الحكم، أنجب 60 ابناً من الذكور ونسله عاشوا في الأندلس ،يلقب فحل بني أمية .
- عثمان بن الوليد بن عبد الملك بن مروان بن الحكم.
- مسروق بن الوليد بن عبد الملك بن مروان بن الحكم.
- بشر بن الوليد بن عبد الملك بن مروان بن الحكم.
- صدقة بن الوليد بن عبد الملك بن مروان بن الحكم، من أولاده اليمان بن صدقة الذي قُتِل في يوم مجزرة أبي فطرس على يد عبد الله بن علي العباسي.
- روح بن الوليد بن عبد الملك بن مروان بن الحكم، قُتِل من أولاده 18 رجلاً في يوم مجزرة أبي فطرس التي قادها عبد الله بن علي بن عبد الله بن العباس بن عبد المطلب.
- خالد بن الوليد بن عبد الملك بن مروان بن الحكم.
- تمام بن الوليد بن عبد الملك بن مروان بن الحكم، من أبناؤه الوليد والمبارك الذان قُتِلا في يوم مجزرة أبي فطرس على يد عبد الله بن علي العباسي الذي قُتِل لاحقاً على يد ابن أخيه الخليفة أبو جعفر المنصور.
- مبشر بن الوليد بن عبد الملك بن مروان بن الحكم.
- جزء بن الوليد بن عبد الملك بن مروان بن الحكم.
- يحيى بن الوليد بن عبد الملك بن مروان بن الحكم.
- أبو عبيدة بن الوليد بن عبد الملك بن مروان بن الحكم، قُتِل في يوم مجزرة أبي فطرس على يد عبد الله بن علي العباسي الذي قُتِل لاحقاً على يد ابن أخيه الخليفة أبو جعفر المنصور.
- حبيب بن الوليد بن عبد الملك بن مروان بن الحكم ، وبنو حبيب بن الوليد بن عبد الملك بن مروان وديارهم تندة وما حولها، ومنهم المروانية أولاد مروان بن الحكم. ومرت الدولة الفاطمية وهم بأماكنهم لم يروع لهم سرب ولم يكدر لهم شرب.[23]
- مروان بن الوليد بن عبد الملك بن مروان بن الحكم ومن ولدّه الحسن بن مروان بن الوليد بن عبد الملك بن مروان بن الحكم ،وفي القرن العاشر قدّم أبو عبد الله محمد بن العدوي الأموي، وينتهي نسبة إلي الحسن بن مروان بن الوليد بن عبد الملك بن مروان بن الحكم ،كتاب نسبة إلي نقيب الأشراف بدمشق، فأثبت صحه وشرفه .[24]